# Bras d'Hamel
Pour les articles homonymes, voir Hamel.
Le Bras d’Hamel est un cours d'eau coulant dans la municipalité de Ferland-et-Boilleau (MRC du Fjord-du-Saguenay) et dans la ville de Saguenay, dans la région administrative du Saguenay-Lac-Saint-Jean, dans la province de Québec, au Canada.
La vallée du Bras d’Hamel est desservie principalement par la route 381 qui longe tout son cours pour les besoins la foresterie, de l’agriculture et des activités récréotouristiques.
La foresterie constitue la principale activité économique du secteur ; les activités récréotouristiques, en second.
La surface du Bras d’Hamel est habituellement gelée du début de décembre à la fin mars, toutefois la circulation sécuritaire sur la glace se fait généralement de la mi-décembre à la mi-mars.

## Géographie
Les principaux bassins versants voisins du Bras d’Hamel sont :
- côté nord : rivière Ha! Ha!, bras du Coco, bras Rocheux, rivière Saguenay ;
- côté est : rivière Ha! Ha!, rivière des Cèdres, lac Ha! Ha!, rivière Malbaie ;
- côté sud : rivière Ha! Ha!, lac Ha! Ha!, rivière à Mars, bras de Ross, rivière à Pierre (rivière Ha! Ha!) ;
- côté ouest : bras Rocheux, bras du Coco, rivière à Mars, rivière à Mars Nord-Ouest, rivière du Moulin.

Le Bras d’Hamel prend sa source à l’embouchure du lac Girard (altitude : 420 m) dans la réserve faunique des Laurentides. Cette source est située à :
- 1,9 km à l’est du cours de la rivière à Mars ;
- 6,4 km à l’est du cours de la rivière à Pierre ;
- 10,7 km à l’est du barrage à l’embouchure du lac Ha! Ha! qui est traversé par la rivière Ha! Ha! ;
- 8,3 km au sud-ouest d’un sommet de montagne qui atteint 961 m ;
- 19,6 km au sud de la confluence du Bras d’Hamel et de la rivière Ha! Ha!.

À partir de sa source, le cours du Bras d’Hamel coule sur 26,8 km selon les segments suivants :
- 6,4 km vers le nord-est en formant une boucle vers le nord en début de segment pour contourner une montagne dont le sommet atteint 484 m et en recueillant la décharge (venant du sud) d'un lac non identifié, jusqu'à la décharge (venant du sud) du lac Renouche ;
- 7,7 km vers le nord en recueillant la décharge (venant de l’ouest) du lac Hervé, jusqu'à la décharge (venant de l’ouest) du lac Rémis ;
- 4,8 km vers le nord dans une vallée encaissée, puis en passant le village de Ferland jusqu'à la décharge (venant de l’ouest) d’un ruisseau ;
- 7,1 km vers le nord-ouest en longeant la route 381, jusqu'à son embouchure avec le bras Rocheux (venant du sud) ;
- 0,8 km vers le nord en zone agricole jusqu'à son embouchure.

À partir de la confluence du Bras d’Hamel, le courant suit le cours de la rivière Ha! Ha! sur 11,8 km généralement vers le nord-est, traverse la baie des Ha! Ha! sur 11,0 km vers le nord-est, puis suit le cours de la rivière Saguenay sur 99,5 km vers l’est jusqu’à Tadoussac où il conflue avec l’estuaire du Saint-Laurent.

## Toponymie
Le toponyme « Bras d’Hamel » a été officialisé le 5 décembre 1968 par la Commission de toponymie du Québec.